# Goodbye Cruel World (Elvis Costello)
Goodbye Cruel World is het negende album van de Britse singer-songwriter Elvis Costello en zijn achtste op rij met The Attractions als begeleidingsband. Het album is geproduceerd door Clive Langer en Alan Winstanley. Het werd op 18 juni 1984 uitgebracht; op F-Beat in Engeland en op Columbia in de Verenigde Staten en haalde er respectievelijk de 10e en 35e plaats.

## Achtergrond

### Voorgeschiedenis
Goodbyre Cruel World is de opvolger van Punch the Clock dat in augustus 1983 werd uitgebracht en de revanche betekende op het tegenvallende succes van Imperial Bedroom uit 1982 (#3 in het Engeland en #24 in de VS). Dit dankzij het trendy pop-soulgeluid van de veelgevraagde producers Clive Langer en Alan Wistanley. Ter promotie ging Costello de rest van het jaar op tournee met zijn Attractions; t.w. toetsenist Steve Nieve, bassist Bruce Thomas en drummer Pete Thomas (geen familie). De aanwezigheid van de blazers en de achtergrondzangeressen die meededen op Punch the Clock leidde tot spanningen tussen Costello en zijn bandleden die zich gepasseerd voelden. Ook ging de zanger gebukt onder een persoonlijke crisis; hij had zijn affaire hervat met het Amerikaanse model Bebe Buell waardoor zijn huwelijk op de klippen liep.
Costello vond dat de songs op Punch the Clock niet voldoende waren uitgewerkt, wat hem zelf ook aan te rekenen viel; vandaar dat hij zich in december 1983 en januari 1984 voor schrijfsessies terugtrok in een ongebruikt kantoor van F-Beat boven een kapsalon in het west-Londense Acton. Slechts uitgerust met een elektrische piano, gitaar en een canvasdoek om op te schilderen wanneer de inspiratie opraakte nam hij in de Londense Eden Studios demoversies op van The Great Unknown, Worthless Thing en Peace in Our Time. Half februari 1984 gaven Costello en de Attractions zes concerten in Frankrijk alwaar negen van de dertien nieuwe nummers hun vuurdoop beleefden. De sfeer was nog steeds om te snijden en tegen de tijd dat de plaatopnamen van start gingen had Costello voor zichzelf besloten dat dit zijn laatste album met de Attractions zou worden.

### Opnamen
Het album werd in maart 1984 opgenomen in de Sam West Studios van Trevor Horn gedurende een periode van twee weken. Oorspronkelijk wilde Costello een folkrockalbum maken met Richard Thomspon als producer, maar Langer en Winstanley waren nog in beeld en zij wilden voortborduren op het succes van Punch the Clock. Twee weken en vele moeizame live-takes later kwam men tot een compromis; Langer en Winstaley kregen toestemming om The Only Flame in Town en I Wanna Be Loved (een obscure B-kant van de soulgroep Teacher's Edition uit 1973) van hun commerciële sound te voorzien, de rest zou intact blijven.
Aan het album hebben enkele gastmuzikanten meegewerkt; Daryl Hall verzorgde de tweede stem op The Only Flame in Town,  Green Gartside van Scritti Politti deed de achtergrondzang op I Wanna Be Loved, trombonist Jim Paterson (ex-Dexys Midnight Runners) was ook te horen op Punch the Clock en Gary Barnacle speelde saxofoon op enkele nummers. De opnamen werden in april 1984 afgerond, maar de extra muzikanten maakten de sfeer binnen de band er niet makkelijker op.

### Hoesontwerp
Het album ontleent zijn titel aan een obscure single uit de jaren zestig geschreven door James Darlin. Volgens Costello was het bedoeld als zwarte humor. Voorafgaand aan de opnamen vond in Montpellier de fotosessie voor de albumcover plaats; deze werd gedaan door Brian Griffin die eerder ook de shoot voor de binnenhoes van Armed Forces uit 1979 voor zijn rekening nam. Voorop poseren Costello en zijn bandleden fity-fifty in wit en zwart tegen een achtergond van twee bomen bovenop een rots en een hemelsblauwe lucht. Achterop lijken de muzikanten in de achtergrond op te gaan; Pete Thomas maakt een bovennatuurlijke indruk, Bruce Thomas is rugelings bedekt met rode en blaue strepen, Costello heeft z'n bril niet op en Nieve draagt het vizier van een schermer bij een bloemendecor. Op de binnenhoes staat een zelfportret van Costello afgebeeld als uiteengevallen puzzelstukjes waarvan de helft weggevlogen.

### Promotie
Vlak na de opnamesessies begon Costello in april 1984 aan een solotournee door Amerika en Europa; zijn eerste in zeven jaar toen zijn debuutalbum My Aim Is True uitkwam. Later zei hij daarover; "Ik vond het verschrikkelijk; ik ben zowat naar de zee gevlucht". Tijdens deze goed ontvangen tournee verzorgde T Bone Burnett het voorprogramma en speelde Costello uitgeklede versies van nieuwe nummers, zijn algehele ouevre plus covers die hij nog zou opnemen.
Onder het pseudoniem The Imposter bracht Costello op 15 april Peace in Our Time uit via zijn eigen label IMP; een jaar eerder gebruikte hij deze namen voor de release van Pills and Soap. Verschil met deze politiek geladen single was dat Peace in Our Time werd uitgebracht "om redenen die voor zich zullen spreken wanneer je ernaar luistert". Met een cover van Richard & Linda Thompson's folksong Withered and Died uit 1973 als B-kant haalde de single nog net de Britse top 50. Melody Maker benoemde het tot single van de week, en Costello speelde het tijdens zijn Amerikaanse tournee in het NBC-programma The Tonight Show Starring Johnny Carson. De zanger wist zich nog te herinneren hoe het studiopubliek hem kleineerde.
Aansluitend toerde Costello met de Attractions door Nieuw-Zeeland, Australië en Japan. In juni 1984, de maand waarin het album uitkwam, kwam er zowel een einde aan zijn huwelijk als aan zijn affaire met Buell op de klippen, en verscheen I Wanna Be Loved op single met als B-kant Turning the Town Red. De videoclip was in mei in Australië opgenomen en toonde Costello in een fotohokje die zich al meefluisterende met de tekst door verschillende mannen en vrouwen liet kussen. Volgens Costello was dit een van die zeldzame momenten in zijn carrière waar de clip beter was dan het bewuste nummer. In de liner notes van de 2004-heruitgave herinnerde hij zich dat hij de single promootte in Top of the Pops en er vervolgens niet meer mocht komen omdat Pete Thomas tijdens een drumfill deed alsof hij op zijn hoofd sloeg waardoor duidelijk werd dat het een playback-optreden was.
In augustus 1984 werd The Only Flame in Town als tweede single uitgebracht met The Comedians op de B-kant. Met een 71e plaats in de Britse hitlijst werd het Costello's laagste notering tot dan toe. De videoclip werd opgenomen in New York met de Attractions en Daryl Hall en bevatte ook een pronotiewedstrijd waarbij men een afspraakje met de Attracions. Tijdens de opnamen zouden de spanningen Costello en de band hoog opgelopen zijn omdat er geen duidelijkheid was over hun gezamenlijke toekomst.
Bijgestaan door Barnacle op saxofoon toerden Costello en de Attractions van augustus tot november 1984 door Amerika en Engeland met voorprogramma van respectievelijk Nick Lowe and His Cowboy Outfit en de Britse band The Pogues. Ter promotie werden diverse nummers van Goodbye Cruel World waarbij men bijna vergeefs probeerde om zo getrouw mogelijk bleven aan de albumproductie.. Het zou voorlopig de laatste keer zijn dat Costello met de Attractions optrad.

## Ontvangst
Goodbye Cruel World werd gematigd ontvangen door de pers, en ook in retrospectief opzicht beschouwden critici het als de slechtste plaat van Costello vanwege de gedateerde productie.
In de biografie Being Elvis Costello uit 2004 schreef Graeme Thomson "Sommige platen die bij release slechte recensie krijgen worden later onthaald als verloren, vergeten parels; Goodbye Cruel World zal er nooit een worden."
Costello was evenmin enthousiast over het eindresultaat; hij overwoog zelfs om de plaat te schrappen, maar omdat hij er financieel niet best voor stond en aan zijn echtscheidingsprocedure was begonnen zou dat "een faillissement in de hand werken".

## Heruitgaven
In januari 1988 werd Goodbye Cruel World voor het eerst op cd uitgebracht door Columbia en Demon. Op 7 maart 1995 verscheen de eerste luxe heruitgave op Demon in Engeland en Rykodisc in Amerika met bonusnummers van de sessies. "Congratulations! You've just purchased our worst album." schreef Costello bovenaan de liner notes.
Op 3 augustus 2004 kwam er een nieuwe heruitgave van Goodbye Cruel World via Rhino Records; ditmaal als dubbel-cd met extra bonusnummers waaronder de originele demo's van Costello, B-kantjes, alternatieve versies en live-opnamen van zijn solotournees. Hierdoor waren de recensies positiever dan bij de oorspronkelijke release. Ook Costello (50) had zijn toon gematigd en noemde Goodbye Cruel World "de slechtste plaat met de beste songs die ik heb geschreven". In de liner notes van deze heruitgave wees hij de (gedateerde) Yamaha DX7-synthesizer van Nieve als boosdoener aan. Ook betreurde hij het continueren van de samenwerking met Langer en Winstanley als producers. Langer zelf herinnerde zich nog dat hij een eindexemplaar kreeg bij het beluisteren dacht "It's a crap album". Hoewel hun toekomst met de zanger onzeker was geworden, vooral nadat Costello ze passeerde tijdens de sessies King of  America" (1986), werden de Attractions teruggehaald voor Blood & Chocolate (eveneens 1986). Bruce Thomas zei later dat Goodbye Cruel World "a rotten album" zou zijn geweest om mee af te sluiten.
Op 6 november 2015 werd het door UMe heruitgebracht als geremasterde vinylplaat.

## Tracklijst

### Kant A
1. "The Only Flame in Town" – 4:01
2. "Home Truth" – 3:12
3. "Room with No Number" – 4:13
4. "Inch By Inch" – 2:29
5. "Worthless Thing" – 3:04
6. "Love Field" – 3:26

### Kant B
1. "I Wanna Be Loved" (Farnell Jenkins) – 4:47
2. "The Comedians" – 2:36
3. "Joe Porterhouse" – 3:29
4. "Sour Milk-Cow Blues" – 2:50
5. "The Great Unknown" (Costello, Clive Langer) – 3:00
6. "The Deportees Club" – 2:54
7. "Peace in Our Time" – 4:06

### Bonustracks (1995; Rykodisc)
1. "Turning the Town Red" – 3:14
2. "Baby It's You" (Burt Bacharach, Hal David, Barney Williams) – 3:11
3. "Get Yourself Another Fool" (Ernest Tucker, Frank Heywood) – 4:01
4. "I Hope You're Happy Now" – 2:51
5. "The Only Flame in Town" (Live) – 4:16
6. "Worthless Thing" (Live) – 3:11
7. "Motel Matches" (Live) – 2:39
8. "Sleepless Nights" (Live) (Felice Bryant, Boudleaux Bryant) – 2:39
9. "Deportee" (Demo) – 3:22
10. "Withered and Died" (Richard Thompson) – 3:14

### Bonustracks (2004; Rhino)
1. "The Only Flame in Town" (Alternate version) – 4:05
2. "Young Boy Blues" (Doc Pomus, Phil Spector) – 3:27
3. "Turning the Town Red" – 3:14
4. "I Hope You're Happy Now" – 2:51
5. "Tomorrow's (Just Another Day)" (Mike Barson, Carl Smyth) – 2:54
6. "Get Yourself Another Fool" (Forrest, Heywood) – 4:03
7. "Baby It's You (Burt Bacharach, Hal David) – 3:11
8. "I Wanna Be Loved" (Demo version) (Jenkins) – 3:22
9. "The Great Unknown" (Demo version) (Costello, Langer) – 2:35
10. "She Loves the Jerk" (Demo version) (John Hiatt) – 3:10
11. "Turning the Town Red" (Demo version) – 3:37
12. "Peace in Our Time" (Demo version) – 3:30
13. "Withered and Died" (Thompson) – 3:14
14. "The Comedians" (Demo version) – 2:25
15. "Inch By Inch" (Demo Version) – 2.11
16. "Mystery Voice" (Demo version) – 2:23
17. "Joe Porterhouse" (Demo version) – 3:19
18. "The Town Where Time Stood Still" (Demo version) – 2:15
19. "Blue Murder on Union Avenue" (Demo version) – 2:30
20. "Home Truth" (Demo version) – 3:05
21. "The Only Flame in Town" (Live) – 4:12
22. "Worthless Thing" (Live) – 3:10
23. "Sleepless Nights" (Live) (F. Bryant, B. Bryant) – 2:39
24. "What I Like Most About You (Is Your Girlfriend)" (Live) (Jerry Dammers) – 2:10
25. "Motel Matches" (Live) – 2:39
26. "Love Field" (Live) – 3:21